# Лысков, Артём Александрович
Артём Алекса́ндрович Лыско́в (род. 29 июня 1987, Вологда, РСФСР, СССР) — российский актёр театра, кино и озвучивания, театральный педагог.

## Биография
Родился 29 июня 1987 года в Вологде.
После окончания вологодской средней школы № 11 в 2004 году поступил в Театральный институт имени Бориса Щукина.
В 2008 году окончил Театральный институт имени Бориса Щукина (курс Михаила Петровича Семакова). Ещё студентом начал играть в Театре имени Евгения Вахтангова.
В 2010 году уезжает в США учиться мюзиклу на Бродвей. В 2012 году окончил LeeStrasberg Theatre and Film Institute в Нью-Йорке по направлению Музыкальный театр (Musical).
В Соединенных штатах Америки играл главную роль в мюзикле «Трёхгрошовая опера» («The ThreePennyOpera», Marilyn Monroe Theatre, New York), участвовал в танцевальном шоу «Broadway Dance Center Showcase» (Symphony Space Theatre, New York). Выпускник Бродвейской школы для артистов музыкального театра.
Активно снимается в кино. Исполнял главные роли в телесериалах «Ранетки», «Цыганочка с выходом», «Марьина роща», «Морская душа». Также играл в проектах «Измены», «Как я стал русским», «Закон и Порядок», «Солдаты», «Мент в законе», «Адъютанты любви» и др. Снимался в картине Карена Шахназарова «Исчезнувшая империя».
Играл в Музыкальном театре юного актёра в спектакле «Беда от нежного сердца» (Александр). Из работ в театре: «Фредерик или Бульвар преступлений» (Театр имени Е. Б. Вахтангова), «Мещанин во дворянстве» (Клеонт), «Господа Головлевы» (Иудушка), «Двери хлопают» (Жорж) и др.
С сентября 2012 года — артист Московского Театра Мюзикла. Играл главную роль — Ванечка Клюквин в мюзикле «Растратчики». Сейчас задействован в музыкальном ревю «Жизнь прекрасна».
С 2013 года преподает в Театральном институте имени Бориса Щукина на курсе артистов музыкального театр (мюзикла), кафедра Мастерства актера. Любит готовить. Дублирует иностранное кино. С 2016 года ведёт блог на youtube под названием #ПлатоновРасскажи, где рассказывает о том, как снимался сериал «Ранетки».

## Фильмография
- 2017 — «По ту сторону смерти» (реж. С. Чекалов) — сержант Валиулин
- 2017 — «Света с того света» (СТС) — Дылда
- 2014 — «Старшая сестра» (реж. М. Журавкин, ПЕРВЫЙ КАНАЛ) — главная роль серии — Володя (в производстве)
- 2014 — «Измены»[16] (реж. В. Перельман, ТНТ) — роль второго плана
- 2014 — «Пасечник-2» (реж. С. Быстрицкий, НТВ) — главная роль — Егоров — серия «Дезертир»
- 2014 — «ЧБ»[17] — (реж. Е. Шелякин, художественный фильм, прокат) — Лейтенант
- 2014 — «Сильнее судьбы» (реж. А. Хван, РОССИЯ) — роль второго плана — Костик
- 2014 — «Ай Ти Рота» (реж. Дакович, ЗВЕЗДА) — роль второго плана — Тряпкин, 2014
- 2014 — «Три звезды» (реж. М. Юзовский, НТВ) — главная роль серии — Дима
- 2013 — «Репетиция жизни» (художественный фильм, прокат) — главная роль — Николай
- 2013 — «Пропавшие без вести» (реж. И. Волкова, РЕН) — Виктор
- 2013 — «Марьина Роща» (реж. А. Хван, РОССИЯ) — серия Аптекарь — главная роль серии — Экис
- 2012 — «Карпов» (реж. И. Щеголев, НТВ) — Максим
- 2008-2009 — «Ранетки» (реж. С. Арланов, СТС) — главная роль — Коля Платонов
- 2008 — «Мент в законе»[18] (реж. А. Попов, НТВ) — сын соседки
- 2008 — «Исчезнувшая империя» (реж. К. Шахназаров, художественный фильм, прокат) — однокурсник Сергея Норбекова
- 2007 — «Морская душа» (реж. М. Федоров, РЕН) — Петя Федькин, матрос-контрактник
- 2007 — «Закон и порядок: Преступный умысел»[19] (реж. В. Николаенко, НТВ) — Петров
- 2006-2007 — «Любовь как любовь» (реж. А.Назаров, ПЕРВЫЙ КАНАЛ) — Сидоров Дима, солдат срочной службы
- 2006 — «Солдаты 9» (реж. С.Арланов, РЕН) — рядовой-связист
- 2006 — «Лифт»[20] (реж. М. Скулков, краткометражный художественный фильм) — главная роль — Алексей
- 2006 — «Врачебная тайна» (реж. П. Штейн, НТВ) — фельдшер «скорой помощи»
- 2006 — «Аэропорт-2»[21] (реж. А. Замятин, РОССИЯ) — Дима
- 2005 — «Адъютанты любви» (реж. М. Мокеев, ПЕРВЫЙ КАНАЛ) — адъютант Павла I

## Роли в театре
- 2012—2015 — Мюзикл «Растратчики» (Режиссёр А. Шаврин (Театр Мюзикла) — Ванечка Клюквин — главная роль
- 2013—2014 — Мюзикл (музыкальное ревю) «Жизнь прекрасна» (Режиссёр М. Швыдкая (Театр Мюзикла) — главная роль
- 2010 — Музыкальный спектакль «Беда от нежного сердца» (Режиссёр — А. Фёдоров (ДМТЮА) — Александр — главная роль
- 2005—2009 — «Фредерик, или Бульвар преступлений» (Режиссёр Н. Пинигин (Театр имени Е. Б. Вахтангова)

### Дипломные работы
- 2007—2008 — «Двери хлопают» — Жорж (Театральный институт имени Бориса Щукина), реж. М. Швыдкая, М. Семаков'
- 2007—2008 — «Дни нашей жизни» — Мишка (Театральный институт имени Бориса Щукина), реж. М. Швыдкая'
- 2007—2008 — «Мещанин во дворянстве» — Клеонт (Театральный институт имени Бориса Щукина), реж. З. Высоковский
- 2007—2008 — «Господа Головлёвы» — Иудушка(Театральный институт имени Бориса Щукина), реж. М. Семаков'